# Dana Weigel
Dana J. Weigel se convirtió en directora de vuelo de la NASA en 2005.      También ha liderado la investigación sobre métodos de reparación del transbordador espacial para prevenir desastres durante el reingreso a la Tierra. También supervisó la Actividad Extravehicular (EVA) en STS-109 . Se graduó en 1993 en la Universidad Texas A&M. 
En la fecha de lanzamiento el 26 de febrero de 2024, Dana Weigel fue nombrada la nueva jefa del Programa de la Estación Espacial Internacional por la NASA, con sede en el Centro Espacial Johnson en Houston. Weigel asumió el puesto en reemplazo de Joel Montalbano, quien aceptó una posición en la sede de la NASA en Washington. Ambos Weigel y Montalbano comenzarán en sus nuevas funciones el 7 de abril. Ken Bowersox, el administrador asociado de la NASA para operaciones espaciales, elogió la elección de Dana explicando que Dana sera excelente para liderar el programa de la estación espacial.  Bowersox también mencionó que con Dana encabezando el programa, Joel contribuirá con su experiencia a las operaciones espaciales. La NASA seguirá aprovechando su conocimiento en vuelos espaciales tripulados mientras mantiene sus capacidades orbitales únicas y se prepara para el futuro en el espacio.
Weigel, con 20 años de experiencia en la NASA, ocupaba anteriormente el cargo de subgerente del programa de la Estación Espacial Internacional. Como nueva jefa, será responsable de la gestión, desarrollo, integración y operación del complejo orbital. Además, Weigel ha desempeñado roles clave en la NASA, incluyendo el de gerente de la Oficina del Vehículo de la Estación Espacial y subdirectora de la Oficina del Director de Vuelo. Graduada en ingeniería mecánica por la Universidad de Texas A&M, Weigel ha sido reconocida con varios premios a lo largo de su carrera. Vanessa Wyche, directora del Centro Johnson de la NASA, resaltó la experiencia de Weigel y su papel crucial en la exploración de la órbita terrestre baja.
Dana Weigel, la Gerente Adjunta del Programa de la ISS de la NASA, desempeñó un papel clave en facilitar el acuerdo entre Rusia y Estados Unidos para vuelos conjuntos a la Estación Espacial Internacional (ISS).
En resumen, Dana Weigel es una líder excepcional con una amplia experiencia en la NASA, cuyo compromiso con la excelencia y la exploración espacial la hacen ideal para liderar el Programa de la Estación Espacial Internacional en este emocionante período de la historia de la exploración humana en el espacio.

## Reconocimientos
- 2007 Ganador del premio estelar de la Fundación Rotary National Award for Space Achievement Award-Early Career (para personas de hasta 33 años). Por una historia de sólida capacidad técnica y liderazgo que resultó en su selección como directora de vuelo en 2005, donde inmediatamente comenzó a liderar el Control de Misión en actividades críticas. [9]
- 2000 Ganador del Premio Estelar de la Fundación Rotary National Award for Space Achievement Award-Graduado reciente. Por su destacada dedicación, profesionalismo y excelencia técnica en el desarrollo de los procedimientos de actividad extravehicular y la realización de la capacitación de la tripulación para la exitosa tercera misión de mantenimiento del Telescopio Espacial Hubble. [10]
- Dana Weigel participó en la Misión Axiom 1 (Ax-1), la primera misión de astronautas privados a la Estación Espacial Internacional. [11]